# 袁小平 (电影家)
袁小平（1915年—2012年），笔名肖平，男，山西太原人，中国电影事业家，曾任峨嵋电影制片厂党委副书记、副厂长，中国电影家协会名誉理事。